# Kunsthalle Weishaupt

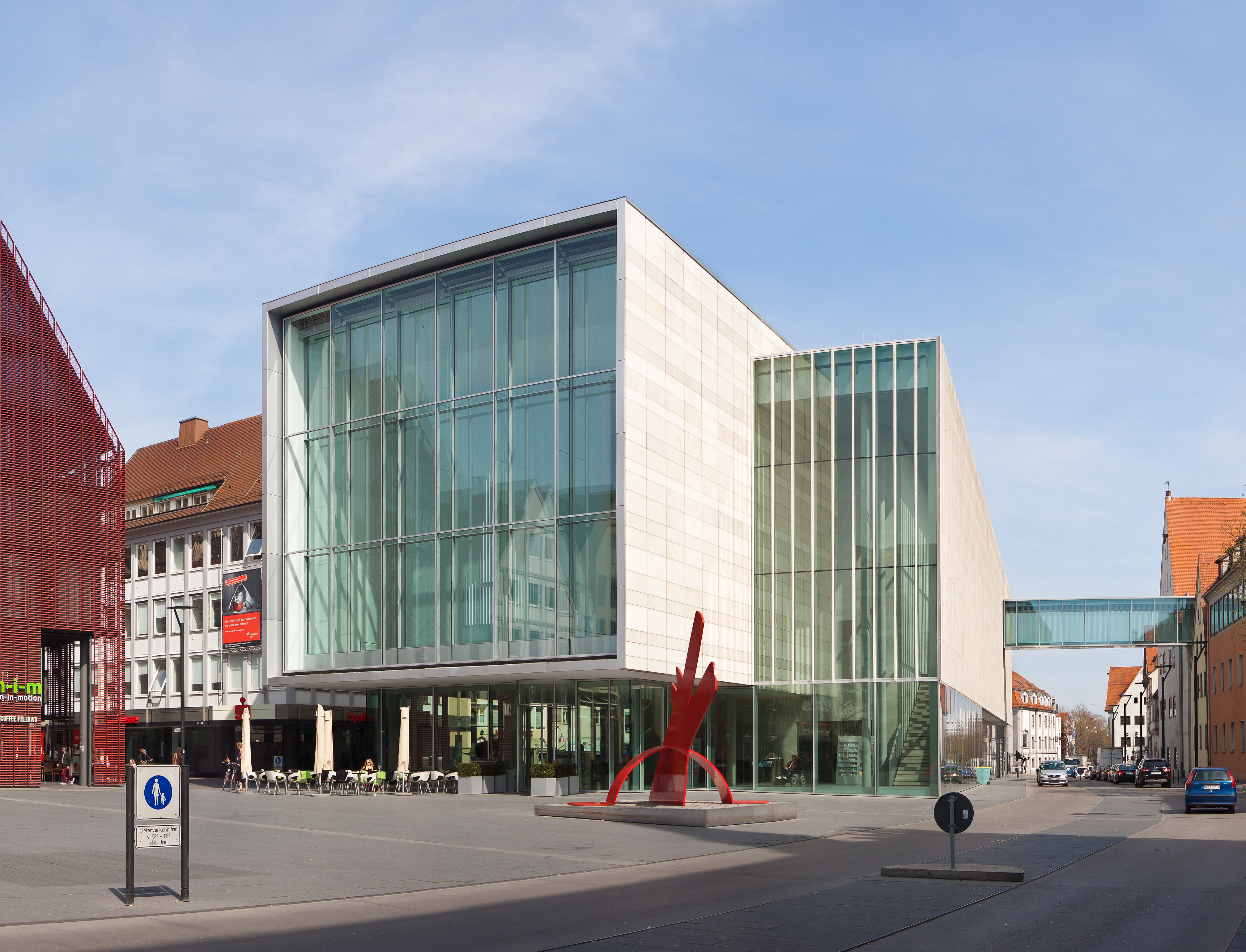
Die Kunsthalle Weishaupt in Ulms „Neuer Mitte“, mit einem verglasten Steg zum Museum Ulm (rechts im Bild). Das rote Gebäude links ist der Neubau der Museumsgesellschaft.

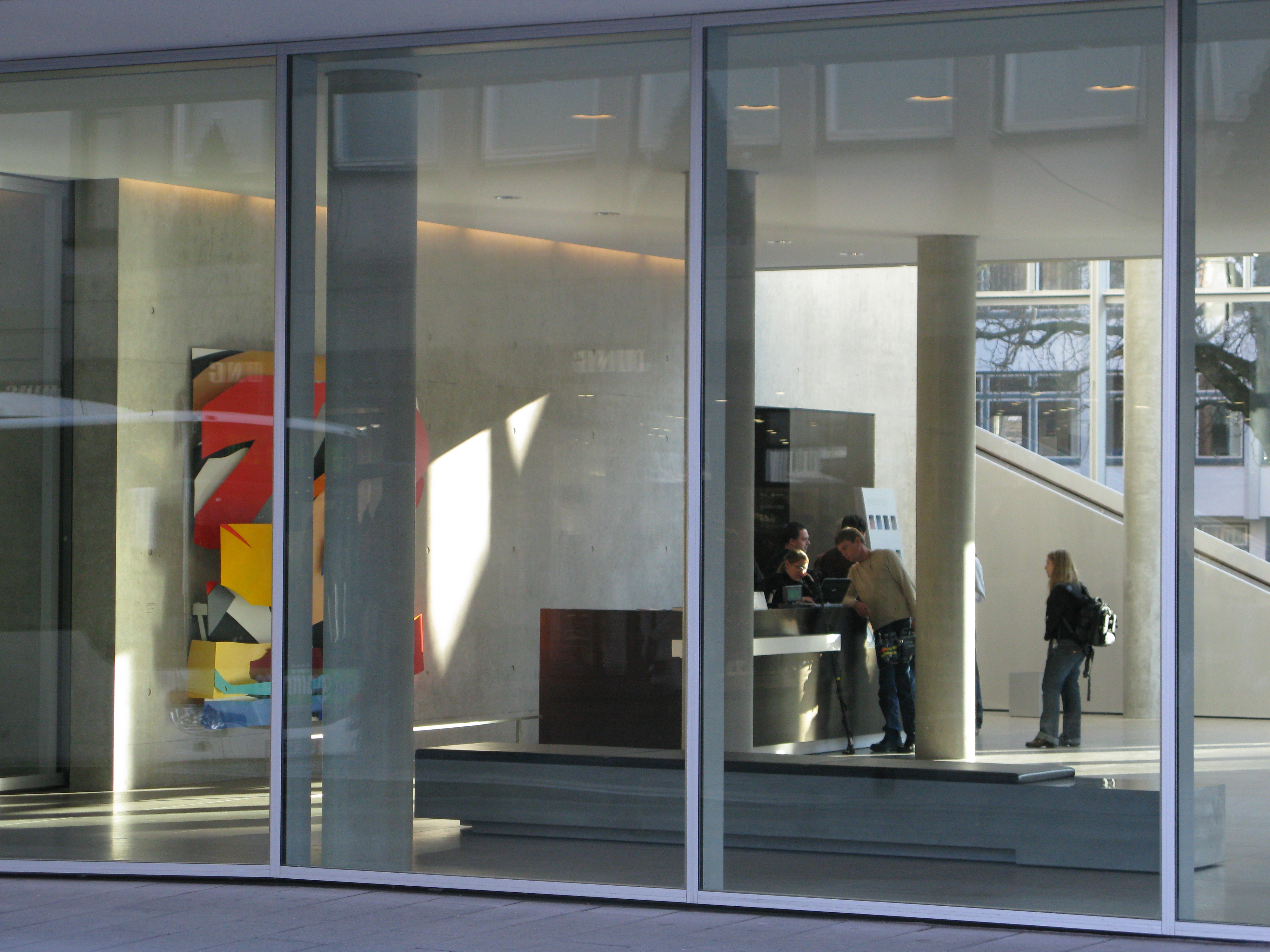
Eingangsbereich zur Kunsthalle Weishaupt.

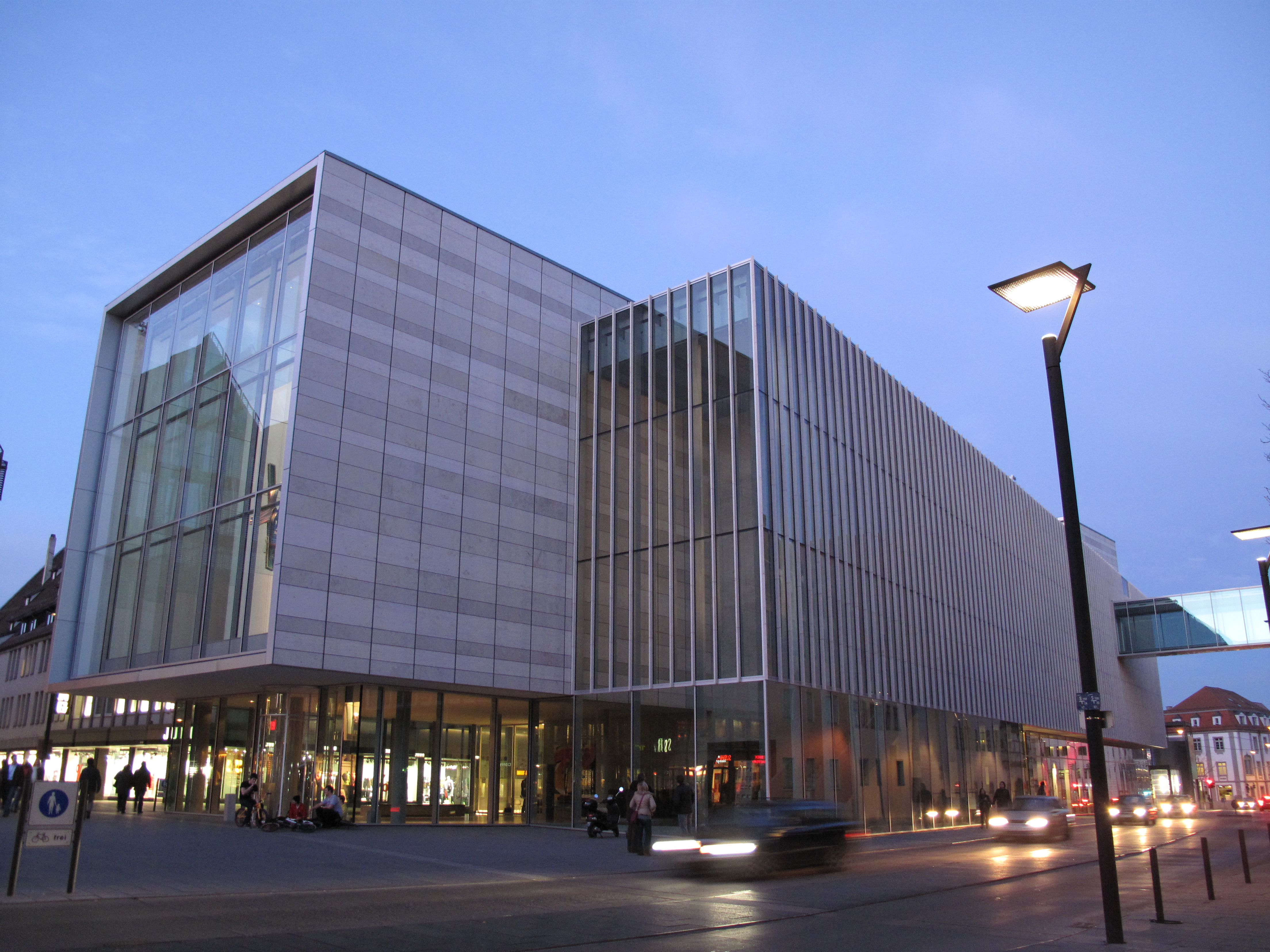
Kunsthalle Weishaupt

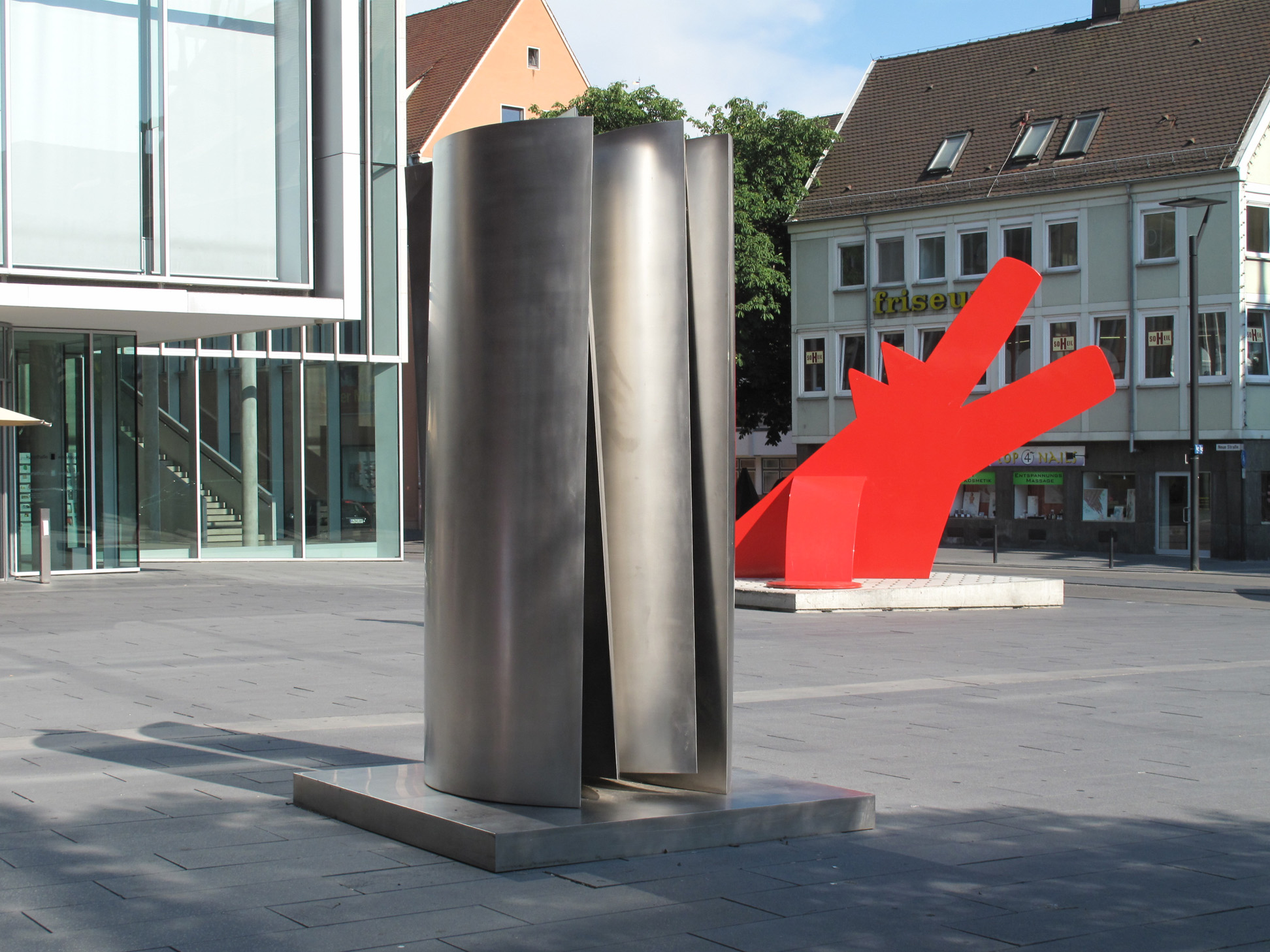
Links: Erich Hauser, 1981, rechts: Keith Haring, Red Dog for Landois, 1987, vor der Kunsthalle Weishaupt

Die Kunsthalle Weishaupt in Ulm beherbergt eine Privatsammlung moderner Kunst in Baden-Württemberg. Die Eröffnung des Gebäudes erfolgte nach Abschluss der Arbeiten zum Aufbau der Ausstellung am 24. November 2007 durch den baden-württembergischen Ministerpräsidenten Günther Oettinger.

## Bauherr
Bauherr und Finanzier dieses privaten Kunstausstellungsbaues ist der Unternehmer und Mäzen Siegfried Weishaupt, seit 1982 geschäftsführender Gesellschafter der international agierenden Max Weishaupt GmbH mit Hauptsitz in Schwendi (Landkreis Biberach), die zu den Weltmarktführern in der Feuerungstechnik gehört. Weishaupt war auch mehrere Jahre Präsident der IHK Ulm.

## Architektur
Die Kunsthalle Weishaupt entstand für 10 Millionen Euro von 2005 bis 2007 im Rahmen einer Neubebauung unter der Bezeichnung „Ulm Neue Mitte“ am Hans-und-Sophie-Scholl-Platz. Das Gebiet im Stadtzentrum war nach den Zerstörungen durch Bombardierungen im Zweiten Weltkrieg mit heute als wenig städtebaulich wertvoll angesehener Architektur und Straßenschneisen (Neue Straße) bebaut worden. Das Gesamtprojekt „Neue Mitte Ulm“, dessen Schlusspunkt die Kunsthalle Weishaupt darstellt, war einer der Preisträger des Deutschen Städtebaupreises 2006 (Kategorie „Auszeichnung“). Bei der Preiswürdigung wurde das Gebäude der Kunsthalle bereits mitberücksichtigt.
Weishaupt vergab den Auftrag zum Entwurf der Kunsthalle ohne Ausschreibung oder Wettbewerb direkt an das Architekturbüro von Wolfram Wöhr, München, der ein Schüler des New Yorker Architekten Richard Meier ist. Die von Wöhr konzipierte Gestaltung des in der Nachbarschaft des Münsters, des Rathauses und des städtischen Museums Ulm gelegenen Gebäudes und des verglasten Übergangs zum Museum Ulm ist in Teilen der Ulmer Öffentlichkeit umstritten.
Das Grundstück für die Kunsthalle wurde von der Stadt Ulm bereitgestellt, die auch das Personal für den Gebäudeunterhalt bezahlt. Die Baukosten hat allein Weishaupt übernommen. Die Eintrittsgelder gehen an die Stadt. Nach Ablauf von 66 Jahren soll die Kunsthalle laut Vertrag ganz in den Besitz der Stadt übergehen.
Bereits in den Jahren 1989 bis 1992 wurde auf dem Werksgelände der Fa. Weishaupt im oberschwäbischen Schwendi ein preisgekröntes Gebäude von Richard Meier gebaut, das „Weishaupt-Forum“ (Sozialtrakt).

## Sammlung
Siegfried Weishaupt und seine Frau sammeln seit 1967 moderne Kunst. Die Sammlung folgt dabei nicht einem vorgegebenen Konzept, sondern nach den Worten Weishaupts „immer aus dem Bauch heraus“. Anfangs wurden nur wenige Werke der Sammlung Weishaupt öffentlich gezeigt, dann ein großer Teil im Ende 1999 eröffneten Zentrum für Kunst und Medientechnologie in Karlsruhe.
Die Sammlung enthält über 400 Gemälde und Plastiken (Zeichnungen, Grafiken und andere Arbeiten auf Papier dabei nicht mitgerechnet), darunter bedeutende Werke der modernen Kunst der 1950er und 1960er Jahre, z. B. von Roy Lichtenstein, Andy Warhol (der übrigens auch Firmengründer Max Weishaupt porträtierte), Willem de Kooning, Keith Haring und Karl Gerstner. Ein Schwerpunkt sind Hauptwerke der internationalen Farbfeldmalerei der 1960er Jahre, darunter von Mark Rothko, Ad Reinhardt, Frank Stella, Agnes Martin, Morris Louis und Kenneth Noland. Außerdem beinhaltet sie Werke der Düsseldorfer Künstlergruppe ZERO, darunter Werke des Gründers Heinz Mack und von Otto Piene, Günther Uecker, Pol Bury, sowie Werke der diese Gruppe beeinflussenden Künstler Lucio Fontana, Piero Manzoni und Enrico Castellani. Ein weiterer Schwerpunkt sind Bilder des Hard-Edge-Künstlers Josef Albers. Dazu kommen Beispiele des Schaffens von Imi Knoebel und Günther Förg, Markus Oehlen, Robert Longo, Yves Klein, Barry Flanagan, John Armleder, Nam June Paik, Jean Tinguely, John Chamberlain, François Morellet, Maurizio Nannucci, Keith Sonnier, Hans Arp, Erich Hauser.
Die „Sammlung Weishaupt“ ist damit neben den Sammlungen von Frieder Burda, Reinhold Würth, Friedrich E. Rentschler (FER), Josef Froehlich und der Familie Grässlin, sowie dem Museum Ritter eine der bedeutenden privaten Sammlungen moderner Kunst in Baden-Württemberg.
Museumsdirektorin ist die Tochter des Bauherren, die Kunsthistorikerin Kathrin Weishaupt-Theopold. Sie wird die Sammlung künftig gemeinsam mit ihrem Vater weiterentwickeln und mit unterschiedlichen thematischen Schwerpunkten präsentieren.
Die zur Eröffnung zusammengestellte erste Schau unter dem Titel „Einfach Sehen“ zeigte mit rund 70 Werken von 50 Künstlern einen Querschnitt aus der Sammlung Weishaupt.